# جوزة الجنة
جوزة الجنة أو لوسيت زابوكاجو (الاسم العلمي:Lecythis zabucajo) (بالإنجليزية: paradise nut)‏ هو نوع من النباتات يتبع جنس اللوسيت من الفصيلة اللوسيتية. تم وصف هذا النوع من النبات علمياً لأول مرة من قبل عالم النبات الفرنسي جان بابتيست كريستوفر فوسيه أوبليه سنة 1775. ويرتبط هذا النوع ارتباطاًً وثيقاً بالجوز البرازيلي حيث كلاهما ينتميان إلى فصيلة واحدة ولهما ثمار بحجم ثمرة جوز الهند.